# Erika Bella
Erika Bella (23 de agosto de 1972) es una actriz pornográfica retirada. Comenzó a posar como modelo cuando una amiga suya le presentó a un fotógrafo quien pronto le sedujo para que hiciera algunas fotos, al principio solo eran faciales y con muy poca desnudez, pero a medida que las sesiones de fotos se volvieron cada vez más intensas, fue un poco más aventurera y comenzó a posar completamente desnuda. Erika apareció en su primera película para adultos en 1994, pronto comenzó a trabajar para Private y rápidamente se estableció como una de las estrellas porno más populares de Europa, tenía una figura voluptuosa y claramente disfrutaba su trabajo.
También trabajó para la productora de Mario Salieri protagonizando "ultra", donde daba vida a una esposa infiel qué tenía sexo con un conocido futbolista. La mayoría de sus papeles han sido de infiel o traviesas y para ello su físico ha ayudado mucho.
Actualmente vive en Budapest y continúa su carrera de bailarina erótica en Europa. Tiene una hija.

## Filmografía (parcial)
Para ver las lista de sus películas, pinche
| Año  | Título                                 | Notas                         | Producción                        |
| ---- | -------------------------------------- | ----------------------------- | --------------------------------- |
| 1993 | Orgasmes sur le Danubio                |                               |                                   |
| 1994 | Virgin Treasures 1                     | Como Erica Rakoscy            | Private Film 11                   |
| 1994 | Virgin Treasures 3                     | Como Erika Rojo               | Private film 13                   |
| 1995 | El perfume de Mathilde                 |                               | Anabolic Video                    |
| 1995 | Anal X 15                              |                               | Anabolic Video                    |
| 1995 | Jeunes Veuves Lubriques                |                               | Video Marc Dorcel                 |
| 1995 | Offertes a tout 8                      |                               | Video Marc Dorcel                 |
| 1995 | La sposa                               | Como Erika Bella Papel: Novia | Tip Top                           |
| 1995 | Le bambole del führer                  | Papel: Teresa                 | Hard Project Entertainment        |
| 1995 | Perversioni di Erika                   |                               | Hard Project Entertainment        |
| 1995 | Signore indecenti                      |                               | Star Pictures                     |
| 1995 | World Sex Tour 1                       |                               | Anabolic Video                    |
| 1995 | World Sex Tour 2                       |                               | Anabolic Video                    |
| 1996 | Anal Fantasies 2                       |                               | In-X-Cess Productions             |
| 1996 | Citizen Shane                          |                               | Vivid                             |
| 1996 | Operation Sex                          |                               | VCA                               |
| 1996 | World Sex Tour 4                       |                               | Anabolic Video                    |
| 1997 | Las noches de la presidenta            |                               | Anabolic Video                    |
| 1997 | Gangbang Girl 20                       |                               | Anabolic Video                    |
| 1997 | Castle of Lucretia 1                   |                               | In-X-Cess Productions             |
| 1997 | Castle of Lucretia 2                   |                               | In-X-Cess Productions             |
| 1997 | Castle of Lucretia 2                   |                               | In-X-Cess Productions             |
| 1997 | Castle of Lucretia 1                   |                               | In-X-Cess Productions             |
| 1997 | Private Stories 25                     |                               | Private Media Group               |
| 1997 | TG Hard                                |                               | Xcel                              |
| 1997 | Infidèle & Jalouse                     |                               | Marc Dorcel                       |
| 1998 | Anaxtasia - La Principessa stuprata    |                               | RD Communications                 |
| 1998 | Blowjob Adventures Of Dr. Fellatio 8   |                               | Elegant Angel Productions         |
| 1998 | Experiences 1                          |                               | In-X-Cess Productions             |
| 1998 | Private Castings X 8                   |                               | Private Media Group               |
| 1998 | Venexiana                              |                               | Tip Top                           |
| 1999 | Arrogance: No Limits                   |                               | Capital Film                      |
| 1999 | Experiences 2                          |                               | In-X-Cess Productions             |
| 1999 | Revenge (II)                           |                               | Sin City                          |
| 2000 | Cum Shots 2                            |                               | Anabolic Video                    |
| 2002 | Sodomania: Slop Shots 11               |                               | Elegant Angel Productions         |
| 2002 | Voyeur's Favorite Blowjobs And Anals 6 |                               | Evil Angel                        |
| 2004 | Puttane si nasce                       |                               | Mario Salieri Entertainment Group |
| 2004 | Young Girls In Dark Territory 7        |                               | Silverstone                       |

## Galardones
- 1996 AVN Award – Mejor escena de sexo en grupo por World Sex Tour 1